# Luis Morejon
Luis Adrian Morejon, ekvadorski profesionalni tenisač, * 28. marec 1973, Guayaquil.
Ekvador je predstavljal na teniškem delu poletnih olimpijskih iger 1996.
24. junija 1996 je dosegel svojo najboljšo uvrstitev na lestvici ATP - 122.